# Bommeria pedata
Bommeria pedata là một loài thực vật có mạch trong họ Adiantaceae. Loài này được (Sw.) E. Fourn. miêu tả khoa học đầu tiên năm 1880.